# بيلي سميث (لاعب كرة قدم مواليد 1895)
ويليام هنري سميث (بالإنجليزية: William Henry Smith)‏ (23 مايو 1895 في المملكة المتحدة - 13 أبريل 1951 بهدرسفيلد في المملكة المتحدة) هو مدرب كرة قدم ولاعب كرة قدم بريطاني (وحمل سابقاً جنسية المملكة المتحدة لبريطانيا العظمى وأيرلندا) في مركز جناح ‏. شارك مع منتخب إنجلترا لكرة القدم. أما مع النوادي، فقد لعب مع نادي روتشديل وهدرسفيلد تاون.

## وصلات خارجية
- بيلي سميث على موقع قاعدة بيانات كرة القدم.إي يو (الإنجليزية)
- بيلي سميث على موقع ناشيونال فوتبول تيمز (الإنجليزية)